# Жьен (замок)
Жьенский замок (фр. Château de Gien) — шато в городе Жьен (долина Луары), которое оспаривает у Амбуазского замка право считаться первым ренессансным замком Луары. Он был воздвигнут в начале XVI века для проживания королевской дочери Анны де Боже и оставался собственностью графов де Жьен до Французской революции. В 1823 году перешёл к властям департамента Луаре. Перпендикулярно к основному зданию пристроен второй корпус. С 1952 года в замке размещается Международный музей охоты (фр. Musée international de la Chasse).